# Advanced Simulation and Computing Program
Das Advanced Simulation and Computing Program (ASC), früher bekannt unter dem Namen Accelerated Strategic Computing Initiative (ASCI) ist ein Programm der US-Regierung, das 1995 begonnen wurde und in erster Linie zur Simulation von Kernwaffentests dient, die seit 1992 einem Moratorium der US-Regierung unterliegen. Das Programm untersteht der Nuklearsicherheitsbehörde (National Nuclear Security Administration/NNSA) des US-Energieministeriums und verfügt über ein Jahresbudget von rund 600 Mio. US-Dollar. Das Programm ist besonders durch die TOP500-Liste der weltweit schnellsten Supercomputer bekannt, wo Rechner des Programms regelmäßig Spitzenplätze belegen. An dem Programm nehmen die Forschungszentren Los Alamos National Laboratory/LANL  (Los Alamos, New Mexico), Lawrence Livermore National Laboratory/LLNL (Livermore, Kalifornien), und Sandia National Laboratories/SNL (Albuquerque, New Mexico) sowie mehrere amerikanische Universitäten teil. Bekannte Rechner des Programms sind unter anderem:
- BlueGene/L am LLNL
- ASC Thor’s Hammer/Red Storm am SNL (Platz 2)
- ASC Purple am LLNL (Platz 4)
- ASC Q am LANL (Platz 6)

Bereits außer Dienst gestellt oder abgeschaltet sind:
- ASCI White (LLNL)
- ASCI Red (SNL)
- ASCI Blue Pacific (LLNL)
- ASCI Blue Mountain (LANL)
- IBM Roadrunner am Los Alamos National Laboratory[1]